# Öbergs på Lillöga
Öbergs på Lillöga: en skärgårdsberättelse, är en svensk TV-serie inspelad i skärgårdsmiljö. Serien handlar om familjen Öberg som flyttar från stan, ut till en liten ö i Stockholms skärgård, och premiärsändes 1983.
Huvudrollerna spelades av Stig Engström, Lena Strömdahl, Benny Haag och Catharina Alinder. I större biroller sågs Sickan Carlsson, Karl-Arne Holmsten, Stig Grybe och Margreth Weivers. Serien visades ursprungligen på tisdagskvällarna på TV2 i tio avsnitt 1 mars–3 maj 1983.
Regissör och manusförfattare var Leif Krantz, som började sin bana som regiassistent under inspelningarna av Vi på Saltkråkan. Musiken skrevs av Carl-Axel Dominique och signaturmelodin sjungs av Tommy Körberg.

## Handling
Familjen Öberg flyttar ut till Lillöga, en liten holme i Stockholms skärgård, här ska tonårsbarnen få en bättre miljö att växa upp i än där de bodde i stan. Familjen består av pappa Stig, mamma Margit (som är uppväxt på ön), sonen Bosse och dottern Eva. Stig försöker finna arbete i skärgården, men det är inte lika lätt att smälta in som han hade trott. Konkurrensen är stor om små och välbevakade revir. Det är många av innevånarna som inte är så välkomnande gentemot de nyinflyttade. Bland andra paret som driver lanthandeln, Harald och Britta som fortfarande inte har kommit över att Margit inte gifte sig med deras son Bertil, för 20 år sedan. Men skam den som ger sig, Öbergs kämpar på och uppfinningsrikedomen är det inget fel på.  

## Rollista
- Lena Strömdahl – Margit Öberg
- Stig Engström – Stig Öberg
- Benny Haag – Bosse Öberg
- Catharina Alinder – Eva Öberg
- Jan Erik Lindqvist – Fritiof, Margits far
- Sickan Carlsson – Britta
- Karl-Arne Holmsten – Harald, handelsman
- Stig Grybe – Carlsson
- Margreth Weivers – Martina
- Helge Hagerman – Valfrid
- Tintin Anderzon – Åsa
- Ulf Eklund – Evert
- Robert Sjöblom – Jonas, Everts polare
- Lars Dejert – Everts polare
- Kim Anderzon – sommarstugeägare
- Hans Ernback – Bertil, Britta och Haralds son
- Bo Lindström – Harry på Skrakskär
- Bo Montelius – "Pärlfiskarn"
- Kåre Santesson – Urban Stenström, tillsyningsman för örnar
- Per Sandborgh – Vilmar, seglare
- Michael Segerström – prästen
- Lars Lind – Fager, polis
- Jörgen Lantz – skrotkillen på ångbåten S/S Brynhilda
- Palle Granditsky – läkare på vårdcentralen
- Börje Mellvig – man på vårdcentralen
- Louise Edlind – Ingrid
- Christer Söderlund – Ture
- Fredrik Ohlsson – fågeljägare
- Åke Wästersjö – gubbe på marknad
- Gustav Kling – rederitjänsteman
- Rolf Larsson – rederitjänsteman
- Birger Malmsten – Pärlfiskarns kollega, landköpare
- Staffan Hallerstam – Tommy, midsommarfirare
- Per Flygare

## Sändningar och utgåvor
Serien visades på tisdagskvällarna på TV2 i tio avsnitt 1 mars–3 maj 1983. Den repriserades under sommaren 2013 i SVT1, under juni–augusti. Serien gavs ut på DVD 2011.